# 曽我部洋士
曽我部 洋士（そがべ ひろし、1980年11月3日 - ）は愛媛県今治市出身の俳優である。

## 略歴
約7年間、学生時代に英語圏に住んでいた為、英語が得意。
今治市立桜井中学校卒業後、カナダの高等学校へ海外留学した。高等学校卒業後はアメリカ合衆国の大学で野球部に入部した。
幼い頃の夢は、プロ野球選手だった。
2013年5月に公開したオムニバス映画TOKYO ENDINGで俳優デビュー、映画初出演をした。
2013年12月に公開したハリウッド映画47RONINにハザマ役で念願のハリウッド映画出演を果たした。
演劇界で精力的に活動している。2015年シネマイーラ浜松で上映された「のれそれ」では、主演を務めた。

## 家族
両親は今治市に住んでいる。

## 出演

### 映画
- のれそれ - 小池芳雄役（主演）
- 陸軍特務伝令隊〜英霊たちの戦場〜 - 原田役
- 家族ごっこ (SF) - イノウエ役
- 47RONIN（2013年12月6日公開 ハリウッド映画） - ハザマ役
- 凪 - 学役
- HAIKYO（短編映画） - 男役（主演）
- 本能寺ホテル（2017年）
- 終わった人（2018年）
- カツベン（2019年）
- 日本独立（2020年）
- 地蔵調査官　（さぬき映画祭上映作品　2022年）- 地蔵調査官役
- 99%、いつも曇り（2023年）[1]
- ピストルライターの撃ち方 - 矢島役
- 重ねる（2024年） - 田中健太役[2][3]

### オムニバス
- TOKYO ENDING（2013年5月18日公開） - コイケ役

### テレビドラマ
- ドラマスペシャル・名探偵キャサリン2「消えた相続人」（2016年3月20日、テレビ朝日） - 片山悠 役
- 連続ドラマOUR HOUSE（2016年4月期、フジテレビ） - ライブハウスマネージャー 役
- NHK WORLDこうしてヒロシマは世界発信されていった~小倉馨の日誌より~ - 小倉馨役
- 「ぬけまいる」（2018年　NHK）- 番頭　稲次郎役
- 「郷愁の街角ラーメン」（2018　BS-TBS）
- 「死役所」（2019年　テレビ東京）- 産婦人科医　小笠原圭一役
- TOKYO VICE　第3話 - 第5話（2022年4月 - 、HBO Max・WOWOW） - スギタ 役
- Sunny (2024 Apple TV） - Neighbor
- 「下山事件」（2024年　NHK スペシャル未解決事件）- 宮下英二郎（元CIC）役

### 舞台
- 二階堂智の三つの短いお話し 「夏草」(2012年7月14日公演)
- ゲラニルゲラニルピロリンGGP Vol.3 「東京ダイブ」(2012年10月13日公演)
- 日穏-bion- 第5回公演「初恋」(2014年1月29日公演)
- 演劇ユニット狼少年 vol.1 「DREAM OF PASSION」(2015年5月2日公演)
- TOP BANANA てめぇ〜か！！この野郎(2015年10月7日公演)：主演　深川憲一役
- 演劇ユニット狼少年 vol.2 「陽のあたる庭」(2016年1月6日公演)　小林正太役
- 独弾流　GARAGARADON　第一公演 「キルデンダイクの四兄弟」(2016年10月13-16日公演)　高坂和彦役
- 俺節（2017年5月 - 6月、赤坂ACTシアター、オリックス劇場）
- 1984 -ビッグブラザーは見ている- （2018年　新国立劇場）- チャリントン役

### CM
- JRA VAN「忙しくても篇」　ビジネスマン役
- おやつカンパニー　ベビースターラーメン「ラーメンおつまみ」篇

### ミュージックビデオ
- Life（2019年）